# 臺灣高中教材日治改日據爭議
2013年，馬英九政府治下的中華民國教育部，計劃將高中歷史教科書中的日治時期，全面改稱日據時期。並宣稱是依照中華民國憲法修改之。這個政策引起許多不同的意見，反對者認為這是馬英九政府進行的去台灣化政策之一。江宜樺內閣最終宣布，不強制將高中教材的日治改為日據；但是政府所有的公文書，則全面改為日據。數年後，教育部對高中課綱再度進行微調案，引發了另一波爭議。

## 經過
在101課綱通過，進入教科書編寫階段時，2012年5月，教育部發給審議委員一份民眾建議意見書，其中內容分為三級：必要修正、強烈修正、積極修正，要求歷史教科用書審定委員根據投書修改教科書內容。6月，教育部安排台大政治系教授張亞中加入高中歷史教科書審定委員。民進黨立委鄭麗君指控教育部安排統派學者進入高中歷史教科書審定委員會，意圖「去台灣化」。張亞中與王曉波等委員強調，此次審議是依照中華民國憲法來進行教材修改；之後又澄清並強調高中教科書審查 「符合法治程序」並「尊重教育專業」。
針對台灣教科書修改內容，6月13日，中華人民共和國國台辦發言人范麗青，在記者會中表示支持台灣刪除歷史教科書中的台獨內容。認為以台獨的角度編寫歷史教科書，將誤導下一代的台灣同胞。她相信這會得到台灣主流民意的支持。
在台灣，台灣科技大學退休教授劉進興、輔仁大學歷史系教授陳君愷等人在6月25日發起「我是民眾，我反對竄改歷史」搶救歷史教科書連署，獲得超過五千人連署，要求教育部也將他們的意見納入教科書。張亞中與王曉波等人也發表決議文反制，要求歷史教科書編撰應謹守憲法，避免造成一中一台或兩國論的史觀。中國國民黨在7月11日召開中常會，會中討論歷史教科書的修改。前立委邱毅對外引述，稱馬英九認同邱毅的看法，認為現行歷史教材違反憲法規定，應刪除教科書中有關台獨與日本皇民化的內容，支持將台灣史併回中國史中，編寫為本國史。被外界認為是一個正式的政策宣示。國民黨文傳會主委莊伯仲稱，馬當天僅裁示「請行政院轉請教育部慎重處理」。教育部官員說，尚未收到總統要重啟修訂高中歷史課綱的任何指示，至於鄭麗君上週親送的大眾意見書，已轉國家教育研究院，會送近期開會的歷史教科書審定委員會討論。
2013年7月18日，台大政治系教授張亞中與兩岸統合學會，成立克毅、史記、北一 出版社，編寫三個版本的高中歷史教科書，希望「導正偏差史觀，撥亂反正。」主張將日治改為日據，引發爭議。教育部則希望兩個立場都可以存在，通過日據版本的教科書，但幾無任何高中採用上述三家出版社所出版的歷史教科書。。
7月21日，台灣教師聯盟與台灣教授協會在教育部外舉布條抗議，反對將高中教材中的日治改為日據。7月22日，江宜樺內閣宣布，所有公文書中，一律改日治為日據，並通函各中央與地方機關，但是高中教材部份，則尊重各出版社，不作強制更改。此措施出於馬英九總統授意，理由是「基於維護中華民國國家主權和民族尊嚴」。民主進步黨與台灣團結聯盟表示反對。歷史學者擔心因公文書強制改為日據，研究計畫之申請書、研究成果、史料及書籍恐被迫修改，對此時任中央研究院長翁啟惠與國科會副主委賀陳弘於7月23日稱研究計畫屬學術自由範疇，不受限公文「日據」形式，申請書或成果報告「日據」或「日治」皆可。。